# エヴァリスト・キンバ
エヴァリスト・レオン・キンバ・ムトンボ（フランス語: Évariste Leon Kimba Mutombo、1926年7月16日 - 1966年6月2日）は、コンゴのジャーナリスト、政治家。1960年から1963年までカタンガ州の外相を務め、1965年10月13日から11月25日までコンゴ民主共和国の首相を務めた。
1926年にベルギー領コンゴのカタンガ州に生まれ、学校を卒業した後ジャーナリストとして働き、Essor du Congo紙の編集長となった。1958年、隣接するカサイ地域の人々による自分たちの州の支配を懸念するカタンガ人のグループとともに、地域主義政党であるCONAKAT（Confédération des associations tribales du Katanga）を設立した。1960年にコンゴが独立し、その直後にモイーズ・チョンベがカタンガ州の分離を宣言した際には分離独立国の外務大臣として活躍し、中央政府との政治的和解を目指した会談に何度も参加した。1963年初頭の分離独立の崩壊後はチョンベと対立し、新州である南カタンガ州でいくつかの大臣職に就いた。チョンベは後にコンゴの首相となった際にはバルバカト党に参加した。1965年10月13日、ジョセフ・カサブブ大統領はチョンベを解任し、首相に任命した。その際、国民統合政府を樹立し、コンゴと他のアフリカ諸国との融和を図ろうと数週間を費やした。しかし、カサブブ首相は、チョンベの支持者からの強い反対を押し切って首相に再任したが、彼の政権は議会からの信任を得ることができなかった。11月25日、陸軍総司令官ジョセフ・デジレ・モブツ（モブツ・セセ・セコ）がクーデターを起こし、モブツとカサブブを排除し、大統領職を手に入れた。1966年5月、モブツ政権はキンバを他の3人の元政府閣僚とクーデターを起こしたとして非難した。6月2日、キンバは反逆罪により39歳で処刑された。

### Prime Minister of the Democratic Republic of the Congo

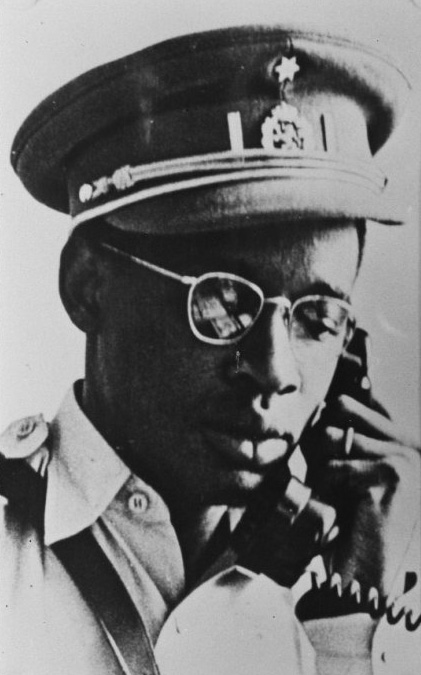
Kimba was overthrown in a coup launched by Joseph-Désiré Mobutu (pictured) in November 1965

### バイブログラフィー
- Gerard-Libois, Jules; Verhaegen, Benoit (2015) (フランス語). Congo 1965: Political Documents of a Developing Nation (reprint ed.). Princeton University Press. ISBN 9781400875436
- Gibbs, David N. (1991). The Political Economy of Third World Intervention: Mines, Money, and U.S. Policy in the Congo Crisis. American Politics and Political Economy. Chicago: University of Chicago Press. ISBN 9780226290713
- Ikambana, Jean-Louise Peta (2006). Mobutu's Totalitarian Political System: An Afrocentric Analysis. Routledge. ISBN 9781135861513
- Kanza, Thomas R. (1994). The Rise and Fall of Patrice Lumumba: Conflict in the Congo (expanded ed.). Rochester, Vermont: Schenkman Books, Inc.. ISBN 0-87073-901-8
- Kennes, Erik; Larmer, Miles (2016). The Katangese Gendarmes and War in Central Africa: Fighting Their Way Home. Indiana University Press. ISBN 978-0-253-02130-4
- McDonald, Gordon, ed (1962). Area Handbook for the Republic of the Congo (Leopoldville). Washington D.C.: American University Foreign Areas Studies Division. OCLC 1347356
- O'Ballance, Edgar (1999). The Congo-Zaire Experience, 1960–98. Basingstoke: Palgrave Macmillan. ISBN 978-0-230-28648-1
- Omasombo Tshonda, Jean, ed (2018) (フランス語). Haut-Katanga : Lorsque richesses économiques et pouvoirs politiques forcent une identité régionale. Provinces. 1. Tervuren: Musée royal de l’Afrique centrale. ISBN 978-9-4926-6907-0
- Williams, Susan (2021). White Malice : The CIA and the Covert Recolonization of Africa. New York: PublicAffairs. ISBN 978-1-5417-6829-1
- Young, Crawford; Turner, Thomas Edwin (1985). The Rise and Decline of the Zairian State. University of Wisconsin Press. ISBN 9780299101138